# Петров, Михаил Петрович (писатель)
Михаи́л Петро́вич Петро́в (21 ноября 1905, Монашево, Кураковская волость, Елабужский уезд, Вятская губерния, Российская империя — 29 ноября 1955, Ижевск, Удмуртская АССР, РСФСР, СССР) — советский удмуртский писатель, поэт, переводчик. Член Союза писателей СССР (с 1934 г., но в 1937 г. исключался, затем был восстановлен). Участник Великой Отечественной войны. Директор издательства «Удгиз», председатель правления Союза писателей Удмуртии, редактор журнала «Молот». Автор романа «Старый Мултан».

## Биография
Михаил Петров родился 8 (21) ноября 1905 года в деревне Монашево Кураковской волости Елабужского уезда Вятской губернии, в семье бедняка удмурта. В детстве Петров постоянно сталкивался с нищетой, горем и произволом царской власти в отношении удмуртов. С 12 лет остался без родителей. С приходом советской власти Петров становится активным деятелем преобразования села в соответствии с планами социализма. В голодный 1921 г. в поисках работы отправился в Можгу и устроился регистратором в укоме партии, попутно и активно занимаясь самообразованием и чтением книг. В 1923 году окончил областную совпартшколу и был направлен в военную школу в Ульяновск. Впоследствии Петров заканчивает областную партшколу, а затем учится в школе командного состава, окончив которую служит в частях ГПУ. Член КПСС с 1926 года. В 1928 году начал печататься на страницах газеты «Гудыри» (первые рассказы, стихотворения о Красной Армии и ряд частушек). В 1933 году работал корреспондентом в издании «Удмурт коммуна» и молодёжном журнале «Молот», был одним из организаторов Союза писателей Удмуртии.
В 1937 году М. Петров, вместе с другими писателями, был назван врагом народа, пособником троцкистов и националистов.
В 1941 ушёл добровольцем на фронт. Воевал под Москвой в составе 49-й бригады, сформированной в суровые дни 1941 года в городе Глазове, а позднее 208-й стрелковой дивизии, которая воевала в Восточной Пруссии и штурмовала город-крепость Кенигсберг.
В послевоенные годы был директором Удмуртского госиздательства (1945—1947), председателем правления Союза писателей Удмуртии (1950—1952), редактором журнала «Молот».
Писатель скоропостижно скончался 29 октября 1955 года в Ижевске.
Семья
У него дочь Ольга.
Внук — Никулин Валерий.

## Литературная деятельность
Первые литературные произведения Петрова появляются в 1923 году и посвящаются им Красной Армии — Степан Петров, В новую жизнь. В дальнейшем Петров касается темы деревни и её коллективизации. Так в начале 30-х годов выходят несколько рассказов на эту тему, сборник «Зуб за зуб» и пьеса «Батрак». В 30-е года также в составе научно-исследовательской экспедиции изучает устно-поэтическое творчество удмуртского народа. В результате этой экспедиции и обработки имеющегося материала Петров выпускает два сборника песен. Один из них — Родник (1934) — выдвинул писателя в число лучших удмуртских поэтов. Впоследствии народные мотивы этих сборников и способы построения стиха Петров использовал в своих поэмах «Италмас» и «Наташа». Помимо этого в 30-40-е года Петров активно занимается поэзией и переводами на удмуртский язык, в том числе знакомя удмуртов с произведениями Лермонтова, Шевченко и Франко. Переводит Слово о полку Игореве, Давида Сасунского, романы Рождённые бурей и Поднятая целина.
В 1939 году выходит поэтический сборник Петрова «Стихотворения и песни». Во время Великой Отечественной войны печатал в армейских газетах свои стихи и очерки. Впоследствии его произведения военных лет были объединены в сборники «Сквозь ураган» и «За жизнь». Со второй половины 40-х годов и до своей смерти Петров активно переводит, в том числе пьесы Максима Горького «На дне», «Васса Железнова», «Враги»; «Власть тьмы» Льва Толстого; стихотворения М. Исаковского; «Василий Тёркин» А. Твардовского. Также Михаил Петров продолжает заниматься своим собственным творчеством — издаёт повесть «Перед рассветом».
В своём творчестве касался тематики Красной Армии, «Мултанского дела» (роман «Старый Мултан»), деревни и её коллективизации. Изучал и обрабатывал устно-поэтическое творчество удмуртского народа.

## Награды
Награждён орденами «Знак Почёта» (1955) и «Трудового Красного Знамени», а также «орденом Красной Звезды» и медалями «За боевые заслуги», «За оборону Москвы».
Почётными грамотами Президиума УАССР.

## Сочинения
Рассказы
- 1928 — Степан Петров
- 1928 — В новую жизнь

Сборники
- Зуб за зуб
- Родник
- Сквозь ураган
- За жизнь

Поэмы
- Италмас
- Наташа
- Песня не умрёт (посвящается Филиппу Кедрову)

Повести
- Перед рассветом

Романы
- Старый Мултан

### Собрание сочинений
- Собрание сочинений в 6 томах: На рус. и удмурт. яз. — [Вступ. статья Ф. Ермакова и А. Писарева]. — Ижевск: Удмурт. кн. изд-во, 1958—1962. — 4 т.
  - Том 1: Стихотворения: Песни: Поэмы: [Пер. с удмурт.]. — 1958. — 123 с., 1 л. портр.
  - Том 2: Рассказы и очерки. — 1962. — 204 с.
  - Том 3: Перед рассветом: Повесть: [Пер. с удмурт. Н. Ермолаевой.] — 1963. — 228 с.
  - Том 4: Старый Мултан: Роман. — 1962. — 384 с.

## Память
В честь Михаила Петрова в 1973 году была названа улица в Ижевске.